# أليكسي سوروكين (سياسي)
أليكسي سوروكين هو عسكري وسياسي روسي، ولد في 28 مارس 1922 في أرزاماس في روسيا، وتوفي في 4 مارس 2020 في موسكو في روسيا. نشط حزبياً في الحزب الشيوعي السوفيتي. وقد انتخب عضو مجلس السوفيت الأعلى ‏.